# Dames de l'instruction chrétienne
Les dames de l’instruction chrétienne forment une congrégation religieuse féminine enseignante de droit pontifical.

## Historique
En 1807 quelques religieuses de la société du Sacré-Cœur de Jésus d'Amiens ouvrent une maison à Gand à la demande de Mgr Maurice de Broglie, évêque de Gand. À l'origine, l'institut est principalement orienté vers la formation de la jeunesse aristocratique.
Après la défaite de Napoléon Ier à Waterloo, la maison de Gand se sépare de la congrégation française. Dissoute par les autorités civiles en 1822 elle réussit à survivre cependant sous la direction d'Agathe Verhelle (1786-1838) qui adopte de nouvelles constitutions sur la base de celles de la Compagnie de Jésus. L'institut reçoit l'approbation pontificale le 10 août 1827. La congrégation achète l'abbaye de Flône en 1921.
En 2017, la congrégation compte 265 sœurs dans 40 maisons. La maison-mère est à Liège.

## Activités et diffusion
Les religieuses se consacrent à l'enseignement de la jeunesse et sont présentes en :
- Europe: Belgique, Angleterre.
- Amérique : Brésil.
- Afrique : République démocratique du Congo.